# Thomas de Rossy
Thomas de Rossy ou de Rossi est un prélat écossais de la fin du XIVe siècle. Il est évêque de Galloway de 1379 à sa mort, survenue entre 1397 et 1406.
D'origine inconnue, ce membre de l'Ordre des Frères mineurs étudie la théologie en Angleterre et à Paris, où il s'intéresse particulièrement à la question de l'Immaculée Conception. Nommé évêque par le pape d'Avignon Clément VII, il se montre un fervent défenseur de sa légitimité face au pape de Rome Urbain VI, qui est soutenu par le royaume d'Angleterre. Il a laissé un pamphlet en ce sens où il invite les évêques d'Angleterre à résoudre la question par un duel contre lui, offre qu'aucun d'eux ne choisit de relever.

## Biographie

### Origines et formation
Les sources n'offrent guère d'informations sur la jeunesse de Thomas de Rossy. Son nom suggère qu'il est originaire d'un endroit appelé Rossie, mais plusieurs lieux portent ce nom en Écosse : on trouve un Rossie dans le Gowrie, un autre dans l'Angus et encore un autre dans le Strathearn. Sa première mention dans les textes d'époque est datée du 3 octobre 1371 : à la demande des rois Charles V de France et Robert II d'Écosse, il reçoit l'autorisation d'entreprendre un baccalauréat en théologie à l'université de Paris,. La bulle pontificale qui contient cette autorisation offre quelques détails biographiques concernant Thomas de Rossy : c'est un Écossais qui fait partie de l'ordre des Frères mineurs, qui a étudié les arts libéraux et la théologie en divers lieux, y compris à Paris où il a également prêché. Il est vraisemblable que Thomas soit retourné dans son pays natal pour s'y consacrer à l'enseignement et à la prédication, en accord avec la coutume franciscaine,. Dans ses écrits ultérieurs, il affirme avoir étudié à Paris et avoir passé sept ans chez les Anglais.
En 1371, Thomas se trouve en Avignon en tant que procureur de son compatriote l'évêque de Brechin Patrick de Leuchars. C'est en cette qualité qu'il effectue un paiement à la chambre papale. Après avoir obtenu son diplôme en théologie, il donne des cours sur l'Immaculée Conception en 1373 avec le rang de baccatarius Sententiarum,, ayant été précédemment chargé par le chancelier de donner les cours sur les Sentences au cours de l'été.
Devenu vicaire général de l'ordre franciscain en Écosse, Thomas se retrouve à court d'argent en 1375, ce qui menace de mettre un terme prématuré à ses études. C'est pourquoi le pape Grégoire XI adresse une lettre à l'évêque de Glasgow Walter Wardlaw, lui-même un théologien de renom, pour l'autoriser à conférer à Thomas une licence et un doctorat en théologie s'il l'en juge digne. Ces diplômes, en permettant à Thomas d'enseigner de manière légale, pourraient mettre un terme à ses ennuis financiers,.
Thomas fait un nouveau séjour à Avignon la même année. Il est de retour en Écosse entre mars 1378 et avril 1379 et reçoit un don de 10 livres du roi d'Écosse. Reparti pour Avignon, il est nommé pénitencier apostolique « pour les langues anglaise et irlandaise » par le pape Clément VII en 1378, ou en 1375.

### Évêque de Galloway

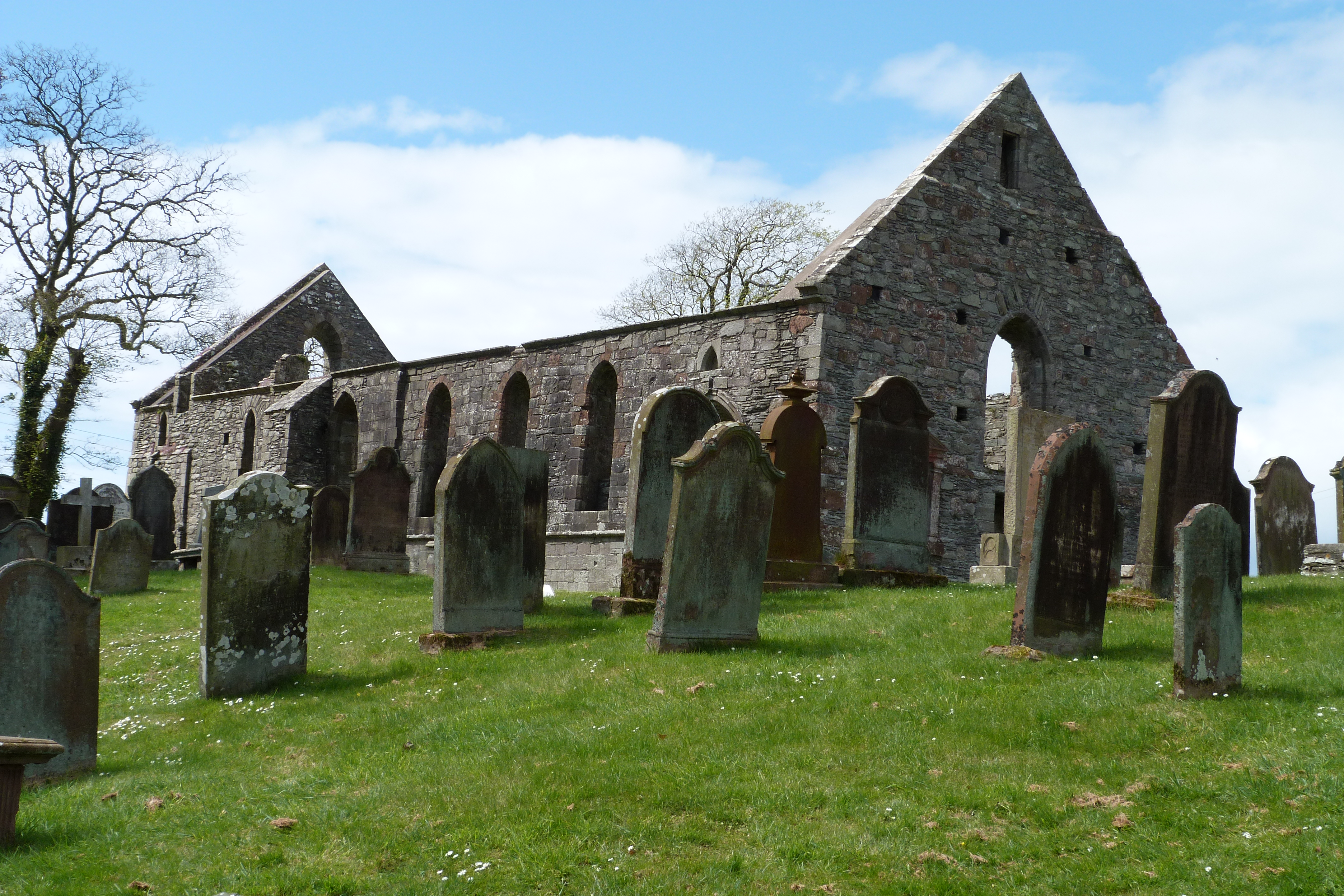
Les ruines du, siège des évêques de Galloway.

L'évêque de Galloway Adam de Lanark (en) meurt durant la vacance du trône pontifical en 1378. Les chanoines de Whithorn élisent pour lui succéder Oswald (en), le prieur de l'abbaye de Glenluce. Cette élection est confirmée par le pape romain Urbain VI, mais son rival Clément VII, élu en Avignon, ne l'accepte pas et nomme à ce poste l'archidiacre de Dunkeld Ingram de Ketenis. Ce dernier ne désire cependant pas devenir évêque et soulève des objections à sa propre élévation,. À la suite de ce refus, Clément VII nomme Thomas de Rossy évêque de Galloway le 15 juillet 1379. Il est envoyé en Écosse le même jour avec un autre Écossais, Hugh de Dalmahon. Munis de 50 florins, ils sont chargés d'informer leur pays des événements déclencheurs du Grand schisme d'Occident,.
Thomas est sacré évêque avant le 16 juillet 1380. C'est la première fois, et la seule, qu'un franciscain devient évêque d'un diocèse en Écosse,. Oswald plaide sa cause auprès de Clément, mais une lettre de Thomas datée du 29 octobre 1381 indique que sa tentative échoue. Le pape écrit quant à lui aux évêques de Dunkeld et de St Andrews pour leur demander d'apporter leur soutien à Thomas et d'ignorer Oswald. Ce dernier semble avoir été par la suite actif en Angleterre, un royaume qui soutient la cause du pape Urbain VI.
Thomas se montre un fervent partisan de la papauté d'Avignon. Le 2 février 1380, il plaide sa cause au roi Robert II à Dundee. John Wyclif mentionne un projet de « croisade » écossaise en Angleterre au nom de Clément VII, porté par un évêque écossais. Bien que Wyclif ne le précise pas, il s'agit presque certainement de Thomas de Rossy. Ce dernier prêche également en faveur de Clément VII dans les marches anglaises et s'en prend aux partisans d'Urbain et aux Anglais dans un pamphlet,. En fin de compte, cette « croisade » n'a jamais lieu, mais Thomas envoie une lettre aux évêques d'Angleterre vers 1384. Il invite l'évêque de Norwich Henri le Despenser, ou tout autre évêque anglais, à venir débattre avec lui ou bien, s'ils le préfèrent, à résoudre leur différend par un combat singulier. Thomas connaît sans doute la passion pour le combat de l'évêque Despenser, qui a mené une brève « croisade » en Flandre en 1383. Aucun évêque anglais ne relève le défi lancé par Thomas n'est pas relevée. Un prêtre anglais se propose de l'affronter, mais l'évêque refuse de lutter avec un adversaire indigne de son rang.
Il subsiste peu de traces des activités pastorales de Thomas, à l'exception d'une charte datée du 16 juillet 1381 qui confirme la donation de l'église de Buittle (en) à l'abbaye de Dulce Cor. Promulguée à Kirkchrist, dans la paroisse de Twynholm, cette charte est confirmée par le pape d'Avignon le 18 octobre, en présence de Thomas lui-même. Le 31 décembre, il présente à Clément VII une série de pétitions qui sont toutes acceptées.
Après la mort de Robert II, Thomas assiste avec les autres prélats d'Écosse au sacre de son successeur Robert III, le 14 août à Scone. Deux jours plus tard, il prononce un sermon remarqué par le chroniqueur Andrew Wyntoun.

### Mort et succession
Thomas est de nouveau en Avignon vers le milieu des années 1390 : il subsiste la trace de menues transactions qu'il y a effectuées. Le 10 septembre 1395, il se voit autorisé par indult à administrer son évêché in absentia à travers un adjoint. Pour autant que l'on sache, il n'a jamais remis les pieds en Écosse. Sa dernière mention dans les sources date du 6 septembre 1397. La date de sa mort est inconnue, mais elle se situe nécessairement avant le 28 mai 1406, lorsque son successeur au titre d'évêque, Elisaeus Adougan, est nommé,.

## Œuvres

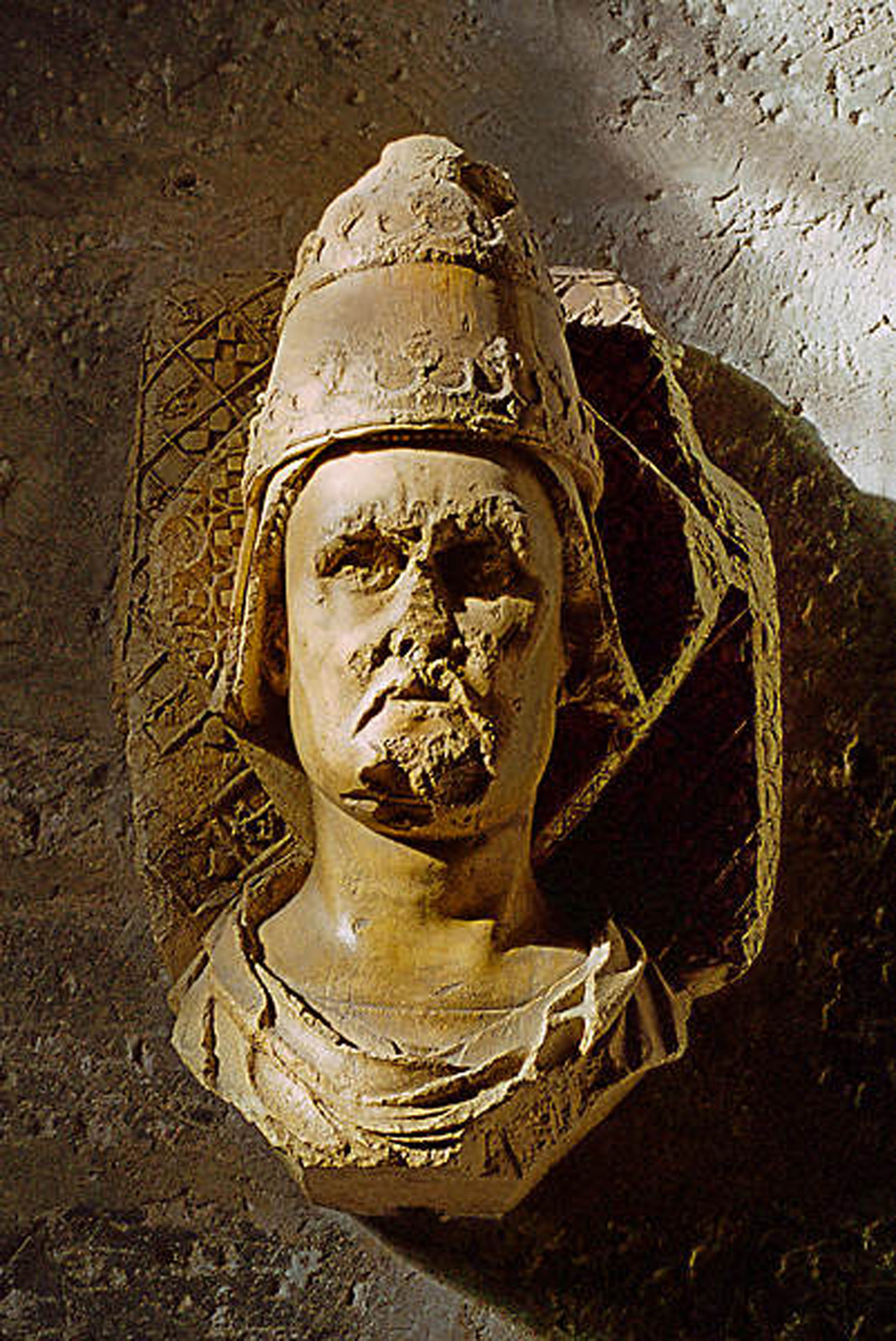
Buste du pape d'Avignon Clément VII, dont Thomas de Rossy est un fervent partisan.

De son vivant, Thomas de Rossy est un théologien réputé, mais les seuls écrits qui subsistent de lui sont de nature politique et polémique. Il est l'auteur d'au moins quatre pamphlets, dont deux subsistent. Dans Quæstio de Conceptione Virginis Immaculatæ, il reprend certains arguments en faveur de la doctrine de l'Immaculée Conception formulés par Jean Duns Scot et réfute d'autres auteurs qui ont défendu le point de vue opposé, parmi lesquels Bernard de Clairvaux, Gilles de Rome, Bonaventure de Bagnoregio, Richard Middleton (en), Facinus de Ast, Robert Cowton (en), Alexandre de Hales et Grégoire de Rimini. L'Immaculée Conception est un sujet qui intéresse Thomas dès ses séjours à Paris, où il prêche cette doctrine. Il est possible qu'il faille l'identifier au franciscain anonyme qui s'est fait remarquer dans cette ville pour « son traitement cavalier de saint Bernard ».
Dans son autre pamphlet connu, le Tractatus Episcopi Candidæ Casæ de Regno Scotiæ in Facto Schismatis contra Anglicos suos Vicinos, Thomas de Rossy défend Clément VII et attaque la légitimité d'Urbain VI, qu'il n'appelle que « Barthélémy de Bari ». Il offre un long récit des événements ayant conduit au Schisme, qui reprend en partie un texte du cardinal Pierre Flandrin. Pour défendre Clément, le Tractatus a souvent recours à des prophéties, en particulier à celles attribuées à Jean de Bridlington. C'est à ce texte que Thomas joint sa lettre aux évêques d'Angleterre les invitant à débattre ou à se battre avec lui,. Il accuse les Anglais de n'avoir rallié Urbain VI que par haine des Français.